# 制敕院
制敕院，是五代十國之一吳國始創的立法機搆，專門負責編修敕令。
據史載，楊行密於天復二年（902）進授中書令、封吳王後，首次下令建立該機構。制敕院草設同年，據載「詔修刪定格令五十卷」。
至宋代時，中書門下也設有制敕院，不過其職掌政務文書處理：前期一般指代中書門下政事堂下設孔目、吏、戶、兵禮和刑等五房堂，作為總稱。元豐改制後，該稱謂則總稱中書省、尚書省、門下省所有堂後官（都事、錄事）以下所處吏舍。該設置和楊行密時期的職掌立法不同——宋代是轉由編敕所接掌相應立法事務。